# スピン (スナック菓子)
スピン（Spin）とは、森永製菓が日本で販売していた、トウモロコシなどを原料としたスナック菓子の商品名。

## 概要
森永製菓は1965年に、アメリカ合衆国のゼネラルミルズ（en:General Mills）との合弁会社「森永ゼネラルミルズ株式会社」（現・森永スナック食品株式会社）を設立 。
ゼネラルミルズでは1968年に、アメリカでピザ味のスナック菓子「Pizza Spins」（ピザスピンズ）を発売。
森永ゼネラルミルズも1969年に、日本でカレー、バター、チーズ味の「スピン」を発売した。
なお、日本での「スピン」の商標は、1958年に出願されている（登録0530839）。

森永製菓の子会社である森永商事株式会社では、油で揚げる前のスピンを「スナックの素」として業務用に販売しており、これを揚げて小分けしたものが屋台などでもスピンとして販売されている。
2020年2月、製造工場の閉鎖にともない同年3月に終売となることが報じられた。